# Bogusław Żurakowski
Bogusław Żurakowski (ur. 9 lipca 1939 w Stanisławowie, zm. 1 lipca 2020 w Krakowie) – polski poeta, literaturoznawca, aksjolog, pedagog, profesor Uniwersytetu Jagiellońskiego.
Ukończył studia z zakresu filologii polskiej w Wyższej Szkole Pedagogicznej im. Powstańców Śląskich w Opolu, gdzie się doktoryzował w 1975 roku pod kierunkiem Doroty Simonides.

## Działalność poetycka
Żurakowski debiutował w 1957 roku w Polskim Radiu i w „Odrze” wierszem Ulewa i słońce. Pierwszy zbiór utworów poetyckich Taniec bez ludzi opublikował w wieku dwudziestu trzech lat (1962), zaś dwa lata po tym fakcie Federacja PEN Clubów w Londynie przyznała Żurakowskiemu wyróżnienie.
Jego wiersze, eseje i szkice publikowane były między innymi w „Twórczości”, „Więzi”, „Literaturze”, „Opolu”, „Regionach”, „Dekadzie Literackiej”, „Nowych Książkach”, „Odrze”, „Poezji”, „Twórczości”, „Tygodniku Kulturalnym”, „W Drodze”, „Toposie”, „Przeglądzie Literacko-Artystycznym”, „Stronach”, na antenie Polskiego Radia i Radia Wolna Europa. Utwory tłumaczone były na języki obce, między innymi: angielski, hiszpański, niemiecki, litewski, czeski, ukraiński i węgierski.
W maju 2000 roku Żurakowski czytał swoje wiersze w siedzibie ONZ w Nowym Jorku. Osobne tomy wierszy poety ukazały się w Czechach, Ukrainie i w USA.

## Działalność naukowa
Po kilku latach pracy w Katedrze Literatury dla Dzieci i Młodzieży w WSP w Opolu, przeniósł się do Krakowa na Uniwersytet Jagielloński, na którym się habilitował w 1992 roku na podstawie rozprawy: Literatura – Wartość – Dziecko.
Od 1982 roku był pracownikiem naukowym Instytutu Pedagogiki Uniwersytetu Jagiellońskiego, w latach 1996–2002 pełnił obowiązki wicedyrektora Instytutu, zaś od 2000 roku był kierownikiem Zakładu Pedagogiki Kultury.
Przedmiotem badań Żurakowskiego były zagadnienia pedagogiki kultury, a w szczególności: edukacja aksjologiczna, wychowanie przez literaturę i sztukę, komunikacja kulturowa i pedagogiczna. W zakres badań wchodzą też zagadnienia kultury dziecięcej i młodzieżowej, spontaniczna twórczość dziecka, wychowanie literackie oraz krytyka literacka.

## Nagrody i członkostwo w stowarzyszeniach
Żurakowski był członkiem PEN Clubu oraz Stowarzyszenia Kultury Europejskiej (SEC). W latach 1996–2008 zasiadał w fotelu prezesa krakowskiego oddziału Stowarzyszenia Pisarzy Polskich.
Był laureatem Międzynarodowej Fundacji „Carlo Collodi” – Pinocchio 1983 za książkę W świecie poezji dla dzieci.

## Wybrana twórczość

### Książki poetyckie
- Taniec bez ludzi, Wyd. „Śląsk”, Katowice 1962.
- Grudy ziemi, Wydawnictwo Literackie, Kraków 1966.
- Rysunki. Wiersze, Klub Związków Twórczych, Opole 1970 (współautor Jerzy Beski).
- Pieśń, Wydawnictwo Literackie, Kraków 1975.
- Słowa czasu każdego, Wydawnictwo Literackie (WL), Kraków 1975.
- Ciało i światło, W L, Kraków 1978.
- Narzecze nadziei, WL, Kraków 1980.
- Wybór poezji, WL, Kraków 1981.
- Koncert ciszy, Czytelnik, Warszawa 1984.
- Poza obiegiem, Wyd. „Miniatura”, Kraków 1990.
- Znaki wodne, Wyd. „Symbol”, Kraków 1993; Znaki wodne/Watermarks, Wyd. „Baran i Suszczyński”, Cross – Cultural Communications, Kraków – Nowy Jork, 2000 (z ilustracjami Jerzego Feinera[2], tłum.  Aniela i Jerzy Gregorek[3]).
- Światłocierń, Wyd. „Baran i Suszczyński”, Kraków 1997.
- Piszę na cieniu, SPP i Wyd. „Plus”, Kraków 2001.
- Podobieństwo, Księgarnia Akademicka, 2009, ISBN 978-83-7188-195-4.

### Ważniejsze publikacje naukowe, eseje
- Paradoks poezji, WL, Kraków 1981.
- W świecie poezji dla dzieci, Nasza Księgarnia, Warszawa 1981 (wznowienie, Oficyna Wyd. „Impuls”, Kraków1999).
- Literatura – wartość – dziecko, Uniwersytet Jagielloński, Kraków 1992 (wznowienie, Oficyna Wyd. „Impuls”, Kraków1999).
- Pedagogika kultury – Wychowanie do wyboru wartości (redakcja), Oficyna Wyd. „Impuls”, Kraków 2003.
- Wartości religijne w poezji dla dzieci, w: Literatura bez granic, red. A. Baluch i H. Šmachělova, Praga 1995, s. 83-92.
- Odpowiedzialność jako wartość w literaturze odbiorcy, w: Edukacja aksjologiczna. Odpowiedzialność pedagoga, red. K. Olbrycht, Wyd. Uniwersytetu Śląskiego, Katowice 1995, s. 76-82.

### Tłumaczenia twórczości B. Żurakowskiego
- Písně karlovarských pramenů, Český Těšín: SNOZA, 1999 (tłum. Libor Martinek i Lucyna Waszkowa)[4].